# Kim Jong-il
Kim Jong-il (lúc mới sinh có tên Yuri Irsenovich Kim; Chosŏn'gŭl: 김정일; Hancha: 金正日; Hán Việt: Kim Chính Nhật; 16 tháng 2 năm 1941 – 17 tháng 12 năm 2011) là lãnh tụ tối cao của Cộng hòa Dân chủ Nhân dân Triều Tiên từ năm 1994 đến cuối năm 2011. Ông là con trai của Kim Il-sung (Kim Nhật Thành) – người sáng lập Đảng Lao động Triều Tiên, cũng là lãnh tụ tối cao nắm thực quyền của Cộng hòa Dân chủ Nhân dân Triều Tiên và là cha của nhà lãnh đạo đương nhiệm Kim Jong-un. Kim Jong-il là người kế thừa ghế lãnh tụ, kiêm tổng bí thư Đảng Lao động Triều Tiên. Về mặt nhà nước, chức danh chính thức của ông là Chủ tịch Ủy ban Quốc phòng Cộng hòa dân chủ nhân dân Triều Tiên, Tư lệnh Tối cao Quân đội Nhân dân Triều Tiên. Trên các phương tiện truyền thông chính thức tại Cộng hòa Dân chủ Nhân dân Triều Tiên, ông được gọi là "Lãnh tụ Kính yêu" (sinh thời) và "Tổng bí thư vĩnh cửu" (sau khi mất).
Từ những năm đầu thập niên 1980, Kim đã được lựa chọn như người thừa kế quyền lãnh đạo Bắc Triều Tiên thay cho cha mình sau này, đánh dấu sự ra đời của chế độ họ Kim tại Triều Tiên, và ông đảm nhận các chức vụ quan trọng trong các cơ quan đảng và quân đội. Kim chính thức kế vị vai trò lãnh đạo đất nước sau cái chết của cha ông Kim Il-sung năm 1994. Bên cạnh đó, Kim còn nắm chức Tổng Bí thư Đảng Lao động Triều Tiên, Ban thường vụ Bộ chính trị Đảng, Chủ tịch Ủy ban Quốc phòng Triều Tiên và là Tư lệnh tối cao của Quân đội Nhân dân Triều Tiên, quân đội thường trực lớn thứ tư trên thế giới. Vào tháng 4 năm 2009, hiến pháp của Triều Tiên đã được sửa đổi để coi ông và những người kế nhiệm là "nhà lãnh đạo tối cao của CHDCND Triều Tiên".
Kim Jong-il cai trị CHDCND Triều Tiên dưới một chính quyền độc tài đàn áp theo chủ nghĩa toàn trị. Ông nắm quyền lãnh đạo trong thời kỳ khủng hoảng kinh tế của đất nước giữa lúc Liên Xô tan rã, khiến Triều Tiên mất đi một đối tác buôn bán lương thực và các nguồn cung cấp quan trọng, điều này đã gây ra một nạn đói lớn xảy ra không lâu sau đó. Mặc dù nạn đói đã chấm dứt vào cuối những năm 1990, tình trạng khan hiếm lương thực vẫn tiếp tục là một vấn đề trong suốt nhiệm kỳ của ông. Để giải quyết khó khăn, Kim đã củng cố vai trò của quân đội bằng chính sách Tiên quân ("quân đội trên hết"), biến quân đội trở thành tổ chức trung tâm của xã hội dân sự. Sự cai trị của Kim cũng chứng kiến những cải cách kinh tế dự kiến, bao gồm việc mở cửa Khu công nghiệp Kaesong vào năm 2003.

## Tuổi thơ

#### Chào đời
Tiểu sử chính thức của Kim Jong-il ghi rằng ông sinh ra tại một trại quân sự bí mật ở núi Paektu (백두산) phía bắc Triều Tiên ngày 16 tháng 2 năm 1942. Các bản chính sử của Cộng hòa Dân chủ Nhân dân Triều Tiên còn cho rằng trước khi Kim Jong-il ra đời, vùng núi Paektu xuất hiện nhiều điềm lành như bỗng dưng có chim nhạn và cầu vồng hai mống, trên trời thì chợt có ngôi sao mới mọc lên. Song điều này hoàn toàn bị giới chức Nga bác bỏ cũng như không được công nhận bởi bất kỳ nhà sử gia có uy tín nào về vấn đề Triều Tiên. Tài liệu gốc của Liên bang Xô viết thì ghi rõ là Kim Jong-il sinh tại Vyatskoye, gần Khabarovsk, năm 1941 nơi cha ông, Kim Nhật Thành, đang chỉ huy Tiểu đoàn số 1 thuộc Lữ đoàn 88 Xô viết tập hợp nhóm người Trung Hoa và Triều Tiên lưu vong.
Mẹ của Kim Jong-il, Kim Jong-suk, là người vợ đầu của Kim Nhật Thành. Lúc còn bé ở Liên Xô, Kim Jong-il mang tên Yuri Irsenovich Kim (tiếng Nga: Юрий Ирсенович Ким), đặt theo dạng Nga hoá tên của cha ông, "Il-sung" thành "Ir-sen".
Năm 1945, khi mới lên ba thì Chiến tranh thế giới thứ hai kết thúc; Đế quốc Nhật Bản bại trận nên trao trả độc lập cho Triều Tiên. Kim Nhật Thành về Bình Nhưỡng tháng 9 năm 1945. Đến cuối tháng 10 thì Kim Jong-il theo tàu của Liên Xô cập bến Sonbong (선봉군, cũng gọi là Unggi) về đến Triều Tiên. Gia đình họ Kim sống tại Bình Nhưỡng trong ngôi biệt thự có bể bơi, trước kia dành cho sĩ quan Nhật. Cũng ở căn nhà đó em trai của Chính Nhật, là Man-il (được biết với tên tiếng Nga là "Shura") chết đuối trong hồ bơi đó năm 1948. Năm 1949 mẹ của Chính Nhật cũng chết vì bệnh sản khoa.

#### Giáo dục
Theo tiểu sử chính thức, Kim đã hoàn thành khoá học cơ bản trong khoảng thời gian từ tháng 9 năm 1950 tới tháng 8 năm 1960. Ông theo học Trường tiểu học số 4 và Trường trung học số 1 tại Bình Nhưỡng. Điều này được các học giả nước ngoài công nhận, họ tin rằng dường như Kim Jong-il ban đầu được cho đi học ở Cộng hoà Nhân dân Trung Hoa để đảm bảo an toàn trong cuộc Chiến tranh Triều Tiên.
Suốt thời gian học tập, Kim đã tham gia vào các hoạt động chính trị. Ông là một thành viên tích cực trong Liên minh Tuổi trẻ và Liên đoàn Thanh niên Dân chủ (DYL), tham dự vào các nhóm nghiên cứu học thuyết chính trị Marxist và văn học khác. Tháng 9 năm 1957 ông trở thành phó chủ tịch Liên đoàn Thanh niên Dân chủ tại trường trung học của mình. Ông đã theo một chương trình chống bè phái và tìm cách thúc đẩy giáo dục ý thức hệ mạnh hơn trong bạn bè cùng lớp. Ông đã tổ chức các cuộc thi trình độ và hội thảo, cũng như giúp đỡ tổ chức các cuộc điền dã.
Thời tuổi trẻ, Kim say mê âm nhạc, nông nghiệp và sửa chữa ô tô. Tại trường ông sửa chữa các xe tải và động cơ điện trong một phân xưởng thực tập, và thường tới thăm các nhà máy cũng như nông trại cùng các bạn trong lớp.
Kim Jong-il bắt đầu học tập tại Đại học Kim Nhật Thành tháng 9 năm 1960, chuyên về kinh tế chính trị Mác xít. Các môn học phụ của ông gồm triết học và khoa học quân sự. Trong khi theo học tại trường, ông cũng trải qua các cuộc đào tạo sản xuất tại Nhà máy Cơ khí Dệt Bình Nhưỡng, một công nhân học việc sửa đường, và một công nhân chế tạo thiết bị phát sóng TV.
Kim gia nhập Đảng Lao động Triều Tiên tháng 7 năm 1961. Ông bắt đầu theo cha trong các 'chuyến đi chỉ đạo tại chỗ', với các cuộc viếng thăm các nhà máy, nông trang và các địa điểm xây dựng trên khắp đất nước.
Kim Jong-il tốt nghiệp Đại học Kim Nhật Thành tháng 4 năm 1964.
Kim cũng được cho rằng đã theo học các khoá tiếng Anh tại Đại học Malta hồi đầu thập niên 1970, trong những chuyến viếng thăm không thường xuyên tới Malta với tư cách khách mời của Thủ tướng Dom Mintoff.
Trong lúc ấy Kim Nhật Thành đã tái hôn và có thêm một người con trai nữa, Kim Pyong-il (được đặt theo tên người anh/em đã mất của Kim Jong-il). Từ năm 1988, Kim Pyong-il đã làm việc tại nhiều đại sứ quán CHDCND Triều Tiên ở châu Âu và hiện là Đại sứ Cộng hòa Dân chủ Nhân dân Triều Tiên tại Ba Lan. Các nhà bình luận nước ngoài nghi ngờ rằng Kim Nhật Thành đã giao cho Kim Pyong-il những chức vụ ở xa xôi như vậy để tránh một cuộc cạnh tranh quyền lực giữa hai người con trai.

## Buổi đầu tham gia chính trị (1964-1979)
Sau khi tốt nghiệp năm 1964, Kim Jong-il bắt đầu thăng tiến qua các chức vụ trong Đảng Lao động Triều Tiên (KWP) cầm quyền. Khi ông bắt đầu tham gia chính trị cũng là lúc những căng thẳng bên trong phòng trào cộng sản thế giới diễn ra do sự chia rẽ Xô-Trung. Vẫn coi Chủ nghĩa Mác-Lênin là ý thức hệ nòng cốt, Đảng Lao động Triều Tiên đã đưa ra một cuộc tấn công vào các yếu tố trong đảng bị coi là xét lại. Những người bị coi là "những phần tử xét lại chống đảng" là những lãnh đạo cao cấp đã đưa ra các tư tưởng Khổng giáo phong kiến, tìm cách rời bỏ đường lối cách mạng của đảng và bất tuân các mệnh lệnh từ Tổng Bí thư Kim Nhật Thành.
Một thời gian ngắn sau khi tốt nghiệp, Kim được chỉ định làm người chỉ huy và lãnh đạo Ủy ban Trung ương Đảng. Các hành động đầu tiên của ông là tiến hành một số công việc trong cuộc tấn công. Ông gây kích động trong các quan chức cao cấp nhằm đảm bảo các hoạt động của đảng không lệch hướng khỏi đường lối ý thức hệ do Kim Nhật Thành đặt ra, và tìm cách lật tẩy những thành phần xét lại trong đảng. Ông cũng đặt ra các biện pháp nhằm đảm bảo 'Hệ thống ý thức hệ của đảng' được thấm nhuần trên các phương tiện thông tin đại chúng, các nhà văn và nghệ sĩ.

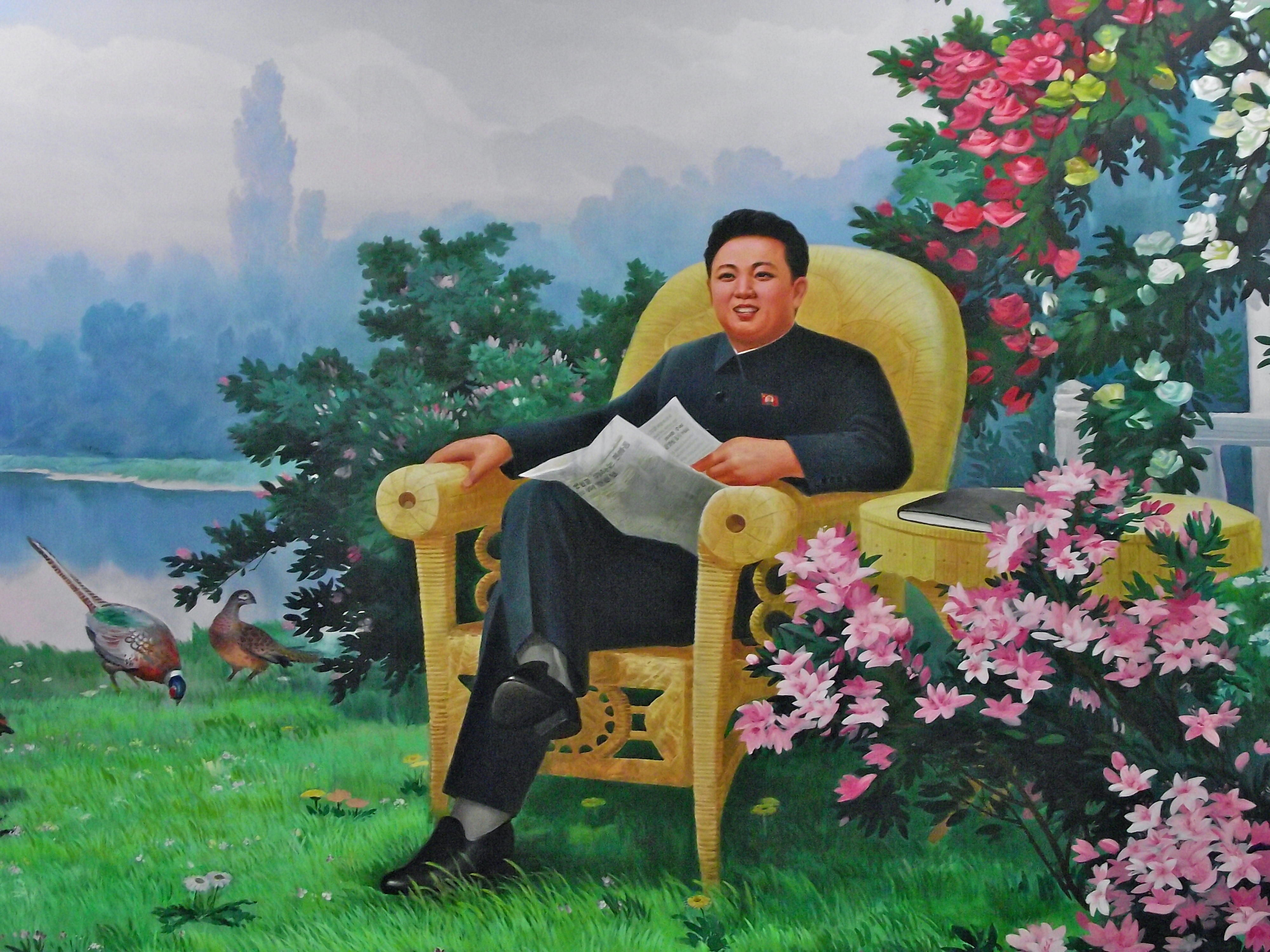
Chân dung lý tưởng của Kim Jong-il

Cuối thập niên 1960, Kim viết một số bài luận về kinh tế. Ông hô hào chống lại các ý kiến cho rằng vật chất là động lực chính của sự phát triển kinh tế, và đi khắp đất nước để đưa ra các huấn thị về tái cơ cấu kỹ thuật đang diễn ra trong ngành công nghiệp ở thời điểm đó.
Trong khoảng 1967-1969, Kim chuyển sự chú ý sang quân đội. Ông tin rằng các quan chức bên trong Quân đội Nhân dân Triều Tiên (KPA) đang gây cản trở tới các tổ chức chính trị của quân đội và bóp méo các mệnh lệnh nhà nước. Kim coi những yếu tố đó đặt ra một mối đe dọa với sự kiểm soát quân đội của Đảng Lao động Triều tiên. Tại cuộc họp toàn thể lần thứ tư của Ủy ban trung ương Đảng Lao động Triều Tiên, ông đã chỉ ra một số quan chức bị cho là phải chịu trách nhiệm, những người này sau đó đã bị trục xuất.
Trong những năm đầu tiên trong Ủy ban Trung ương Đảng, Kim cũng giám sát các hành động của Ủy ban Tuyên truyền và cổ động, ông đã làm việc để cách mạng hóa nghệ thuật Triều Tiên. Các nghệ sĩ được khuyến khích sáng tạo các tác phẩm với nội dung và hình thức mới, bằng các hệ thống và phương pháp mới, và từ bỏ các truyền thống cũ của nghệ thuật Triều Tiên.
Học thuyết của Kim cho rằng phim đã bao hàm một số hình thức nghệ thuật, vì thế sự phát triển của điện ảnh Triều Tiên tự nó sẽ thúc đẩy sự phát triển của các lĩnh vực nghệ thuật khác. Quá trình này được bắt đầu với việc chuyển thể thành phim các tác phẩm của Kim Nhật Thành hồi Chiến tranh thế giới thứ hai, khởi đầu là bộ phim Năm anh em du kích năm 1967. Đầu thập niên 1970, việc chuyển thể sang opera các tác phẩm của Kim Nhật Thành bắt đầu diễn ra.
Kim được chỉ định làm phó chủ tịch Ủy ban Trung ương Đảng vào tháng 9 năm 1970 và trở thành một thành viên được bầu của Ủy ban Trung ương Đảng vào tháng 10 năm 1972. Tới năm 1973 ông trở thành bí thư.
Đầu thập niên 1970, Kim tìm cách hạn chế sự quan liêu và khuyến khích các quan chức Đảng đi xuống cơ sở. Điều này gồm cả việc buộc các quan chức quan liêu tới làm việc cùng công nhân dưới quyền trong 20 ngày mỗi tháng.
Tháng 2 năm 1974, Kim Jong-il được bầu vào Bộ chính trị của Ủy ban Trung ương Đảng. Tới thời điểm này ông đã được gọi là "lãnh tụ kính yêu" và "lãnh tụ thông minh", theo tiểu sử chính thức của ông.
Cùng năm ấy, Kim đưa ra Phong trào Đội Ba Cách mạng. Được miêu tả là một 'phương pháp mới hướng dẫn cách mạng', phong trào đưa các đội tới khắp đất nước cung cấp các buổi học chính trị, khoa học và huấn luyện kỹ thuật ngắn hạn. Kinh nghiệm có được này lại được phát triển tiếp qua những cuộc họp mặt đông đảo nhân dân.
Kim cũng lãnh đạo phong trào lao động xung kích của các nhà khoa học và kỹ thuật - một sáng kiến tương tự như nghiên cứu khoa học mới.
Cuối thập niên 1970, Kim tham gia vào lập kế hoạch kinh tế, gồm nhiều chiến dịch nhằm phát triển nhanh chóng một số lĩnh vực kinh tế. Ông đưa ra sáng kiến xây dựng các phong trào chính trị rộng lớn bên trong quân đội, gồm cả Phong trào Cờ đỏ Ba Cách mạng, Phong trào Đội Cờ đỏ và Phong trào đội tiên phong cách mạng.
Ông cũng tham gia tích cực vào các nỗ lực xây dựng một phong trào tái thống nhất Triều Tiên. Phong trào này gồm hỗ trợ việc thành lập một Ủy ban Hòa giải Quốc tế vì một Triều Tiên Hòa bình và Thống nhất năm 1977, tham gia vào các cuộc đàm phán giữa các đảng chính trị và các nhóm bên trong Cộng hòa Dân chủ Nhân dân Triều tiên, và tham gia vào các cuộc đảm phán cấp cao giữa Cộng hòa Dân chủ Nhân dân Triều Tiên và Cộng hòa Triều Tiên.

## Chủ tịch và bí thư đảng (1980-1994)

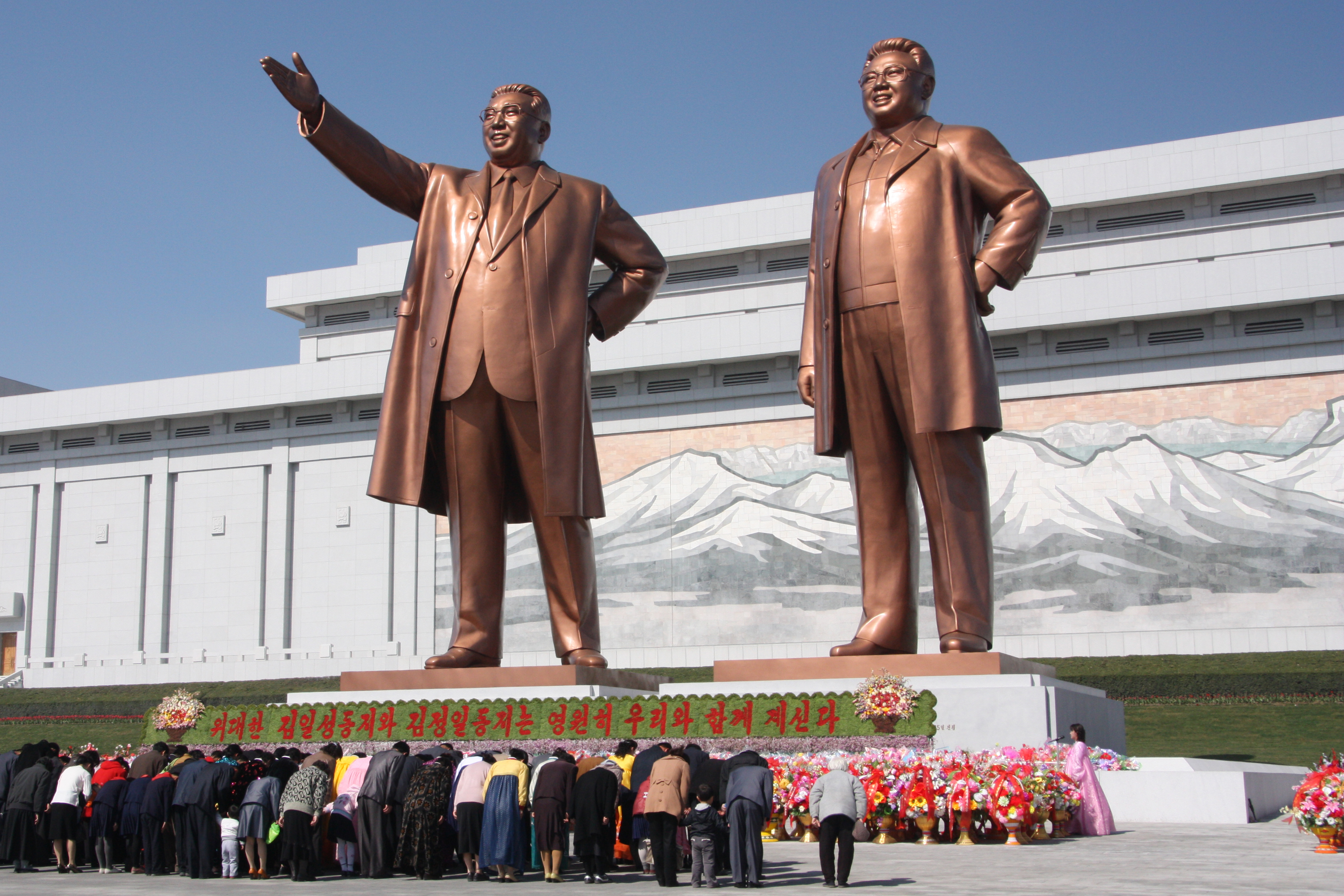
Người dân cúi đầu trước bức tượng của Kim Jong-il và cha ông, Kim Il-sung, tại Đài tưởng niệm Mansu Hill Grand

Tới thời điểm Đại hội lần thứ 6 Đảng Lao động Triều Tiên tháng 10 năm 1980, chiến dịch nắm quyền kiểm soát đảng của Kim Jong-il đã hoàn thành. Ông đã được trao các chức vụ quan trọng trong Bộ chính trị, Quân ủy Trung ương và Bí thư đảng. Khi trở thành một thành viên của Quốc hội Tối cao Nhân dân lần thứ 3 tháng 2 năm 1982, các nhà quan sát quốc tế đã coi ông là người thừa kế hiển nhiên của Triều Tiên.
Khi ấy Kim đã có được danh hiệu "Lãnh tụ Kính yêu" (친애하는 지도자, ch'inaehanŭn chidoja), chính phủ bắt đầu xây dựng một sự sùng bái cá nhân xung quanh ông theo kiểu của cha ông là Kim Nhật Thành - "Lãnh tụ vĩ đại". Kim Jong-il thường được truyền thông gọi là "lãnh tụ không sợ sệt" và "người kế thừa vĩ đại của chính nghĩa cách mạng". Ông trở thành nhân vật quyền lực nhất sau cha mình ở Triều Tiên.
Ngày 24 tháng 12 năm 1991, Kim được chỉ định làm tư lệnh các lực lượng vũ trang CHDCND Triều Tiên. Bởi quân đội là nền tảng thực sự của quyền lực ở Triều Tiên, đây là một động thái quyết định. Nó cho thấy vị Bộ trưởng quốc phòng kỳ cựu, Oh Jin-wu, một trong những người trung thành nhất của Kim Nhật Thành, đã thay mặt quân đội chấp nhận Kim Jong-il là vị lãnh đạo tiếp theo của Triều Tiên, dù ông còn chưa bao giờ phục vụ trong quân đội. Ứng cử viên tiềm năng duy nhất khác cho vị trí quyền lực là Thủ tướng Kim Il (không có quan hệ họ hàng), đã bị loại khỏi chức vụ 1976. Năm 1992, Kim Nhật Thành bắt đầu công khai nói rằng con trai mình chịu mọi trách nhiệm về các vấn đề đối nội tại Cộng hòa Nhân dân Triều Tiên.
Năm 1992, các chương trình phát thanh bắt đầu gọi ông là (người) "Cha Kính yêu", chứ không còn là "Lãnh tụ kính yêu" nữa, cho thấy một sự thăng tiến. Ngày sinh lần thứ 50 của ông, ngày 16 tháng 2, là dịp diễn ra rất những buổi lễ lớn với sự tham gia của nhiều người, chỉ thua kém ngày sinh lần thứ 80 của Kim Nhật Thành, ngày 15 tháng 4.
Theo Hwang Jang-yop, một người đào tẩu, các hệ thống bên trong Triều Tiên đã thậm chí còn trở nên trung ương hóa và độc đoán hơn ở thời Kim Jong-il so với thời Kim Nhật Thành. Dù Kim Nhật Thành yêu cầu các vị bộ trưởng phải trung thành với mình, nhưng dù sao vị lãnh đạo này vẫn muốn có lời tư vấn của họ trong việc thiết lập chính sách; Kim Jong-il lại yêu cầu sự tuân thủ tuyệt đối từ phía họ và các quan điểm hay bất kỳ sự thỏa thuận, hay lạc hướng nào khỏi ý tưởng của ông đều bị coi là một dấu hiệu bất tuân. Theo Hwang, Kim Jong-il thậm chí còn đích thân chỉ đạo các chi tiết nhỏ nhất trong các công việc nhà nước, như kích thước các ngôi nhà cho các bí thư đảng và việc chuyển giao quà tặng tới các cá nhân dưới quyền ông.
Tới thập niên 1980, Triều Tiên bắt đầu rơi vào tình trạng giảm phát kinh tế mạnh. Chính sách juche (tự chủ) của Kim Jong-il cô lập mọi hoạt động thương mại với nước ngoài, thậm chí cả với các đối tác truyền thống như Liên bang Xô viết và Trung Quốc.
Hàn Quốc buộc tội Kim đã ra lệnh vụ đánh bom tại Rangoon, Miến Điện (hiện nay là Yangon, Myanma), làm thiệt mạng 17 quan chức nước này đang viếng thăm ở đó, gồm cả bốn thành viên nội các và một vụ khác năm 1987 giết hại toàn bộ 115 hành khách trên khoang chuyến bay 858 của Korean Air. Một điệp viên Triều Tiên, Kim Hyon Hui, đã thú nhận đặt một quả bom trong va li của người phụ tá, nói rằng vụ đó được đích thân Kim Jong-il ra lệnh.
Năm 1992, giọng nói của Kim Jong-il đã lần đầu tiên và duy nhất được phát đi. Trong một buổi duyệt binh, ông đã xuất hiện trước microphone và nói "Vinh quang thay các chiến sĩ dũng cảm của Quân đội Nhân dân!"

## Cầm quyền ở CHDCND Triều Tiên
Chủ tịch Kim Nhật Thành mất ngày 8 tháng 7 năm 1994, ở tuổi 82 sau một cơn đau tim. Ông được phong là "Chủ tịch Vĩnh viễn", và được đưa vào Cung tưởng niệm Kumsusan ở trung tâm Bình Nhưỡng. Chức vụ này từ đó bị bãi bỏ để tỏ lòng tôn kính Kim Nhật Thành. Kim Jong-il chính thức nắm các chức vụ Tổng bí thư Đảng Lao động Triều Tiên và chủ tịch Hội đồng Quốc phòng ngày 8 tháng 10 năm 1997. Năm 1998, vị trí của ông trong Hội đồng Quốc phòng được tuyên bố là "vị trí cao nhất của quốc gia", vì thế Kim có thể được coi là nguyên thủ nhà nước Triều Tiên kể từ thời điểm ấy. Bởi Kim không giữ chức chủ tịch, hiến pháp không buộc ông phải trải qua các cuộc bầu cử khẳng định sự hợp hiến và ông cũng chưa từng làm vậy.

### Các chính sách kinh tế

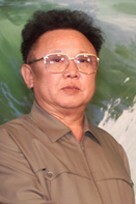
Kim năm 2000

Nền kinh tế quản lý nhà nước của CHDCND Triều Tiên đã gặp nhiều khó khăn trong suốt thập niên 1990, chủ yếu do sự mất đi các thỏa thuận thương mại chiến lược với Liên Xô và mối quan hệ lạnh nhạt với Trung Quốc sau khi nước này bình thường hóa quan hệ với Hàn Quốc năm 1992. Ngoài ra, Triều Tiên cũng đã phải chịu các trận lụt kỷ lục (năm 1995 và 1996) tiếp theo đó là nhiều năm hạn hán nghiêm trọng bắt đầu từ năm 1997. Điều này, cộng với diện tích đất tự nhiên có thể canh tác chỉ chiếm 18% cũng như việc không có khả năng nhập khẩu các hàng hóa cần thiết để duy trì ngành công nghiệp, đã dẫn tới một nạn đói trên diện rộng và khiến Triều Tiên phải đối mặt với những vấn đề quan trọng. Trước tình hình suy sụp của đất nước, Kim đã thông qua chính sách "Quân đội hàng đầu" (선군정치, Sŏn'gun chŏngch'i) để tăng cường sức mạnh cho quốc gia cũng như cho chế độ. Trên bình diện quốc gia, chính sách này đã mang lại tăng trưởng khả quan cho đất nước từ năm 1996, và việc áp dụng "các thử nghiệm kinh tế thị trường kiểu xã hội chủ nghĩa" năm 2002 giúp Triều Tiên vẫn tồn tại được dù vẫn tiếp tục sống dựa vào viện trợ và lương thực từ nước ngoài.
Trước nguy cơ suy tàn của thập kỷ 1990, chính phủ đã bắt đầu chính thức thông qua một số hoạt động thương mại ở mức độ nhỏ. Theo Daniel Sneider, phó giám đốc nghiên cứu tại Trung tâm Nghiên cứu Thái Bình Dương thuộc Đại học Stanford, sự chuyển hướng theo chủ nghĩa tư bản này là "khá hạn chế, nhưng — là điều đặc biệt so với quá khứ — hiện đã có một số thị trường đáng lưu ý được tạo dựng theo kiểu hệ thống thị trường tự do." Năm 2002, Kim Jong-il tuyên bố rằng "tiền có thể đo được mức độ giá trị của mọi hàng."
Những điều này cho thấy một số chuyển hướng nhỏ theo chiều hướng cải cách kinh tế tương tự như những hành động của Đặng Tiểu Bình ở Trung Quốc hồi cuối thập niên 1980 đầu thập niên 90. Trong một cuộc thăm viếng hiếm hoi năm 2006, Kim đã bày tỏ sự ngưỡng mộ với quá trình phát triển kinh tế nhanh chóng của Trung Quốc.
Việc phá giá không thành công đồng won của Triều Tiên vào năm 2009, do cá nhân Kim khởi xướng hoặc phê duyệt, đã gây ra sự hỗn loạn kinh tế ngắn hạn và bộc lộ tính dễ bị tổn thương của cơ cấu xã hội đất nước khi đối mặt với khủng hoảng.

### Quan hệ đối ngoại
Kim được biết đến như một nhà ngoại giao tài giỏi và khéo léo, dù ông ít khi xuất hiện trên truyền thông quốc tế.

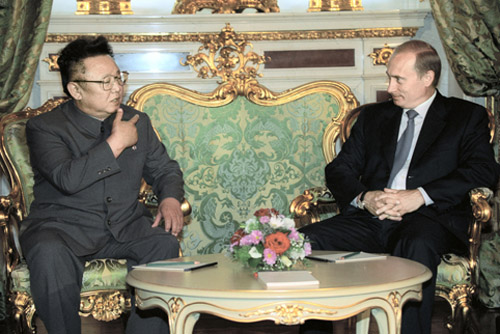
Kim trò chuyện với Tổng thống Nga Vladimir Putin trong cuộc gặp ở Moskva năm 2001

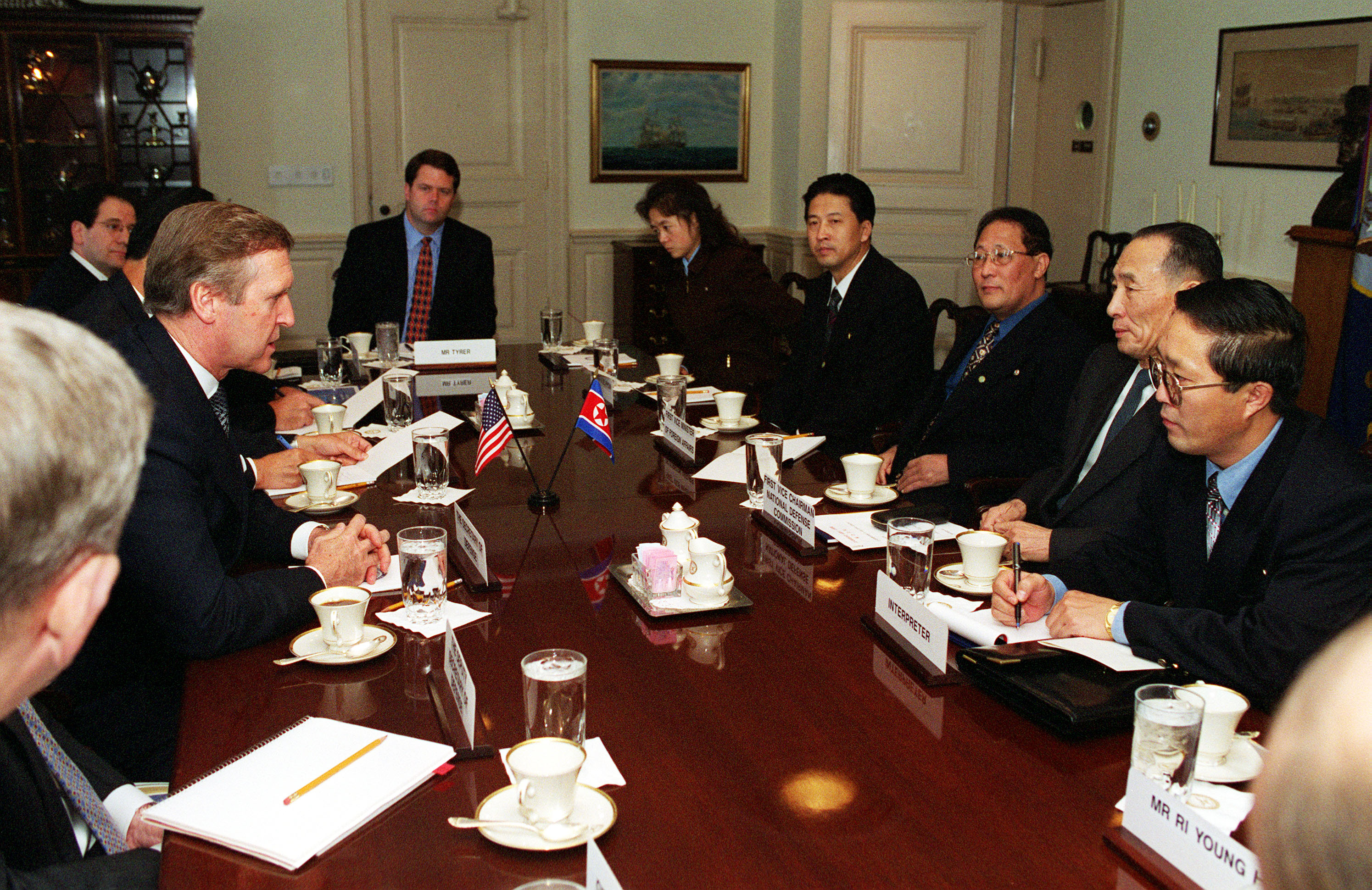
Kim Ok, thư ký cá nhân của Kim, đàm phán với Bộ trưởng Bộ Quốc phòng Mỹ William Cohen trong cuộc gặp năm 2000

Năm 1998, Tổng thống Hàn Quốc Kim Dae-jung đưa ra "Chính sách Ánh dương" (햇볕 정책, Haetpyŏt chŏngch'aek) để cải thiện quan hệ Liên Triều và cho phép các công ty Hàn Quốc bắt đầu các dự án ở miền Bắc. Kim Jong-il đã thông báo các kế hoạch nhập khẩu và phát triển các công nghệ mới nhằm thúc đẩy nền công nghiệp phần mềm Triều Tiên. Nhờ chính sách mới này, Khu công nghiệp Kaesong được xây dựng năm 2003 ngay phía bắc biên giới liên Triều, 250 công ty Hàn Quốc đã có kế hoạch tham gia vào đây, sử dụng tới 100.000 nhân công Triều Tiên vào năm 2007. Tuy nhiên, tới tháng 3 năm 2007, Khu công nghiệp mới chỉ có sự hiện diện của 21 công ty - sử dụng 12.000 công nhân Triều Tiên.
Năm 1994, CHDCND Triều Tiên và Hoa Kỳ đã ký một Thỏa thuận khung nhằm ngừng và cuối cùng bãi bỏ chương trình vũ khí hạt nhân nhằm đổi lấy viện trợ xây dựng hai lò phản ứng hạt nhân sản xuất điện. Năm 2002, chính phủ Kim Jong-il đã thừa nhận đã sản xuất các vũ khí hạt nhân từ sau thỏa thuận năm 1994. Chế độ của Kim cho rằng việc bí mật sản xuất vũ khí hạt nhân là cần thiết cho các mục đích an ninh - đưa ra sự hiện diện của các loại vũ khí hạt nhân của Hoa Kỳ ở Hàn Quốc và các căng thẳng mới với Tổng thống George W. Bush. Ngày 9 tháng 10 năm 2006, Cơ quan Thông tin Trung ương Triều Tiên thông báo họ đã thành công trong việc tiến hành một vụ thử hạt nhân ngầm.
Theo báo cáo, trong hai năm cuối đời, Kim đã đến thăm Trung Quốc vào tháng 5 năm 2010. Ông nhập cảnh vào nước này bằng chuyến tàu cá nhân vào ngày 3 tháng 5 và ở trong một khách sạn ở Đại Liên. Kim lại đến Trung Quốc vào tháng 8 năm 2010, lần này đi cùng với con trai Kim Jong-un. Ông trở lại Trung Quốc lần cuối vào tháng 5 năm 2011, đánh dấu kỷ niệm 50 năm ngày ký Hiệp ước Hữu nghị, Hợp tác và Tương trợ giữa Trung Quốc và CHDCND Triều Tiên. Chuyến xuất ngoại cuối của Kim là vào cuối tháng 8 năm 2011, khi ông đi tàu hỏa đến vùng Viễn Đông Nga để gặp Tổng thống Dmitry Medvedev cho các cuộc hội đàm không xác định.

### Chính sách đối nội
Triều Tiên luôn giữ bí mật về vấn đề chỉ định người kế tục. Truyền thông Hàn Quốc cho rằng Kim Jong-il đang chuẩn bị cho con trai thứ là Kim Jong-chul lên thay; tuy nhiên, Kim Yong Hyun, một chuyên gia tại Viện nghiên cứu Bắc Triều Tiên thuộc Đại học Dongguk ở Seoul, tin rằng bất kỳ người được chỉ định nào cũng sẽ ở bên ngoài gia đình Kim. "Thậm chí bất kỳ tổ chức Triều Tiên nào cũng sẽ không ủng hộ một sự kế tục gia đình ở thời điểm này." Con trai cả của ông, Kim Jong-nam, trước kia được tin là người sẽ kế vị, nhưng anh ta dường như đã bị thất sủng sau khi bị bắt giữ tại Sân bay quốc tế Narita ở Narita, Nhật Bản, gần Tokyo, năm 2001 khi đang du lịch với một hộ chiếu giả.
Ngày 5 tháng 1 năm 2009, Thông tấn xã liên hiệp Hàn Quốc báo tin rằng Kim Jong-il đã ấn định người con trai út Kim Chŏng'ŭn (hay Kim Jong-un) làm người kế vị. Ngày 8 tháng 3 năm 2009 thì có tin Chŏng'ŭn có tên trong các nhân vật được bầu vào Hội nghị Nhân dân Tối cao nhưng sau đó Jong-un lại không có tên trong danh sách các đại biểu. Đến ngày 27 tháng 4 năm 2009 Kim Chŏng'ŭn được bổ vào Ủy ban Quốc phòng, sửa soạn cho con đường lên nắm quyền. Hai tháng sau, tức Tháng Sáu 2009, Kim Chŏng'ŭn được lãnh tụ CHDCND Triều Tiên chỉ định là người kế nhiệm. Ngày 28 tháng 9 năm 2010, Kim Chŏng'ŭn được cha mình thăng hàm Đại tướng và chỉ định vào chức vụ Phó Chủ tịch Quân ủy Trung ương, một cơ quan quyền thế trong Đảng Lao động Triều Tiên. Đây được xem là những bước quan trọng để dọn đường cho Kim Chŏng'ŭn lên kế vị cha mình. Trong những động thái mới nhất, Chŏng'ŭn thường được xếp ở vị trí ngay sau cha mình trên các phương tiện truyền thông tại Triều Tiên.

### Hồ sơ nhân quyền
Theo báo cáo của Tổ chức Theo dõi Nhân quyền năm 2004, chính phủ Triều Tiên dưới thời Kim là "một trong những chính phủ đàn áp nhất thế giới", khi giam giữ đến hơn 200.000 tù nhân chính trị trong các trại tập trung theo các quan chức Mỹ và Hàn Quốc, không có tự do báo chí hay tôn giáo, đối lập chính trị, hay giáo dục bình đẳng: "Hầu như mọi khía cạnh của đời sống chính trị, xã hội và kinh tế đều được kiểm soát bởi chính phủ."
Chính phủ của Kim Jong-il bị buộc tội ác chống lại loài người vì bị cáo buộc là thủ phạm gây ra và kéo dài nạn đói vào những năm 1990. Tổ chức Theo dõi Nhân quyền đã mô tả Kim là một nhà độc tài điển hình và cáo buộc ông vi phạm nhân quyền. Tổ chức Ân xá Quốc tế lên án Kim vì đã để "hàng triệu người Bắc Triều Tiên sa lầy trong nghèo đói" và giam giữ cưỡng bức hàng trăm nghìn người trong các trại tù, cũng như thường xuyên thực thi các vụ hành quyết công khai.
Theo voanews.com, ông Kim Jong-il đã từ lâu dùng hình thức thanh trừng để duy trì quyền lực. Theo trang này dẫn nguồn từ báo Chosun Ilbo của Hàn Quốc đưa tin nhà lãnh đạo này đã hành quyết hàng trăm binh sĩ vào năm 1995 sau khi ông phát hiện ra "những hoạt động khả nghi" trong một đơn vị quân đội đóng tại tỉnh Hamgyong Bắc.

### Các đường hầm bí mật
Một cựu bí thư đảng cầm quyền Triều Tiên tiết lộ Kim Jong-il đã đào sẵn hầm bí mật để phòng khi gặp nguy, theo đài Bắc Triều Tiên Tự Do từ Seoul. Điều này được Hwang Jang-yop, một cựu bí thư của đảng Lao động Triều Tiên, tiết lộ trên chương trình phát thanh ngày 12 tháng 12 năm 2009. Hwang Jang Yop cũng từng trốn khỏi Triều Tiên chạy sang Hàn Quốc, năm 1997. Theo lời tiết lộ của Hwang Jang Yop, sinh 1923, thì tại Triều Tiên có nhiều đường hầm bí mật, có đường hầm ở sâu dưới đất đến 984 feet và có đường hầm dài tới khoảng 46 km. Các đường hầm này không những chỉ được chính quyền Triều Tiên sử dụng để ẩn trốn trong trường hợp có cuộc tấn công nguyên tử, mà còn có thể dùng để chạy trốn khỏi đất nước, một khi bị lâm nguy. Các đường hầm này đã được đào từ thập niên 1970.
Một trong những đường hầm bí mật đó, nối liền từ Bình Nhưỡng, thủ đô Triều Tiên, đến tận hải cảng Namp'o, thuộc duyên hải Hoàng Hải. Theo Yop đây là đường hầm bí mật chỉ có giới lãnh đạo tối cao của chính phủ Triều Tiên mới được sử dụng, để chạy trốn sang Trung Quốc, trong tình thế khẩn cấp, mà thôi. Quân đội Hàn Quốc cũng đã nhiều lần tố cáo Triều Tiên cho đào những đường hầm hướng về Hàn Quốc, để đột nhập Hàn Quốc, hầu tìm cách đột kích gây rối. Vào năm 1990 Seoul loan báo, là họ đã khám phá được 7 đường hầm bí mật của Triều Tiên, chạy xuyên qua khu phi quân sự, để đột nhập Hàn Quốc, và Hàn Quốc đã cho phá hủy ngay.

### Sùng bái cá nhân

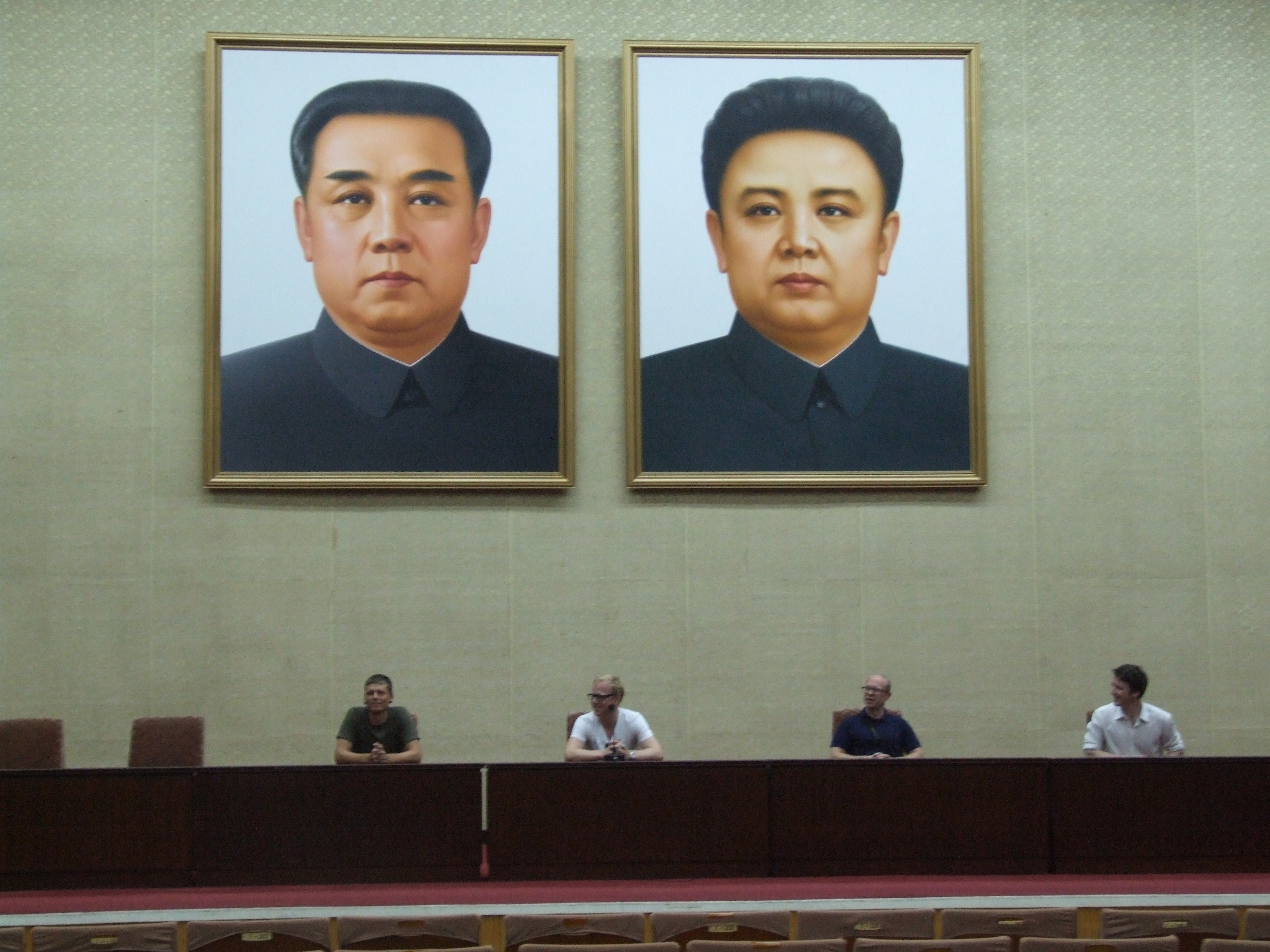
Chân dung của Kim Jong-il (phải) và cha ông tại Đại học Đường Nhân dân ở Bình Nhưỡng.

Những lời chỉ trích cho rằng Kim Jong-il là trung tâm của một sự sùng bái cá nhân lớn được thừa kế từ cha ông và là lãnh đạo đầu tiên của Cộng hoà Nhân dân Triều Tiên, Kim Nhật Thành. Ông luôn là trung tâm của sự chú ý trong đời sống thường nhật tại Cộng hoà Nhân dân Triều Tiên. Ngày sinh của ông là một trong những ngày nghỉ lễ quan trọng nhất nước. Dịp sinh nhật thứ 60 của Kim (theo ngày sinh chính thức), nhiều buổi lễ đông người đã được tổ chức trên khắp đất nước.
Có những người Cộng hòa Dân chủ Nhân dân Triều Tiên vượt biên ra nước ngoài còn tuyên bố rằng các trường học tại quốc gia này đã thần thánh hóa cả Kim Jong-il và cha ông, có nơi còn dạy rằng ông và cha ông không hề tiểu tiện như người bình thường.
Một cái nhìn theo quan điểm này cho rằng người dân Cộng hòa Dân chủ Nhân dân Triều Tiên tôn trọng Kim Jong-il vì tôn trọng cha ông - Kim Nhật Thành, hay vì sợ hãi. Quan điểm này được đa số các nhà báo và truyền thông phương Tây, và một số chính phủ nước ngoài, gồm cả chính phủ Hoa Kỳ ủng hộ. Ý kiến khác cho rằng đó là sự tôn vinh một anh hùng thật sự, là quan điểm chính thống mà chính quyền Cộng hòa Dân chủ Nhân dân Triều Tiên đưa ra.

## Qua đời
Sau khi Kim Jong-il qua đời, nhiều hình ảnh cho thấy người dân Cộng hòa Dân chủ Nhân dân Triều Tiên khóc thương thảm thiết, và có đến 5 triệu người đã ra đường bày tỏ sự thương tiếc đối với ông. Tuy nhiên cũng có người nghi ngờ tính chân thật của nỗi đau này, BBC dẫn lời người từng có tác phẩm viết về Triều Tiên Barbara Demick nói rằng: "Cả tương lai của anh tùy thuộc khả năng khóc được không. Không chỉ sự nghiệp, tấm thẻ đảng Lao động, mà cả sinh mạng. Đó là chuyện sống hay chết.""
Hãng thông tấn Trung ương Triều Tiên (KCNA) cho biết: cả thiên nhiên và loài chim chóc cũng khóc thương lãnh tụ Kim Jong-il, người được gọi là "con của thánh thần". Cũng theo Triều Tiên, bão tuyết đã nổi lên khi ông qua đời, băng trên hồ Chon (tức Thiên Trì) trên đỉnh ngọn núi Paektu tại biên giới Trung-Triều nơi ông sinh ra đã vỡ tan, ánh hào quang bí ẩn hiện ra trên núi và người ta thấy một dòng chữ sáng chói: "Núi Paektu, ngọn núi thiêng liêng của cách mạng. Kim Jong-il".
Hàn Quốc đã ra lệnh báo động cho quân đội ngay sau khi nhận được tin ông Kim Jong-il qua đời. Thế nhưng nước này cũng bỏ kế hoạch thắp sáng một cây thông Noel trên tòa tháp ngay gần biên giới với Triều Tiên, vốn đã làm Triều Tiên tức giận, và lên tiếng chia buồn. Tổng thống Hàn Quốc Lee Myung-bak nói nước này sẽ "đáp trả mạnh mẽ" nếu bị Triều Tiên khiêu khích.
Trang mạng của Hàn Quốc Daily NK nói những người dân Triều Tiên nào không khóc thương thảm thiết trong tang lễ của Kim Jong-il đã bị trừng phạt bằng 6 tháng lao động cưỡng bức ở các trại cải tạo. Tuy nhiên Hãng thông tấn Trung ương Triều Tiên (KCNA) phủ nhận tin này, và gọi trang mạng của Hàn Quốc là "các phương tiện truyền thông hèn hạ bị kiểm soát của những kẻ phản bội".

## Đời sống riêng tư
Không hề có nguồn thông tin chính thức có thể tiếp cận về lịch sử hôn nhân của Kim Jong-il, nhưng ông được cho là đã chính thức làm lễ cưới với ba tình nhân: 
- Kim lấy người vợ đầu tiên, Kim Young-suk, sau khi bị cha buộc phải cưới cô con gái của một chỉ huy quân đội cao cấp - hai người đã ly thân trong một số năm. Kim có một con gái từ cuộc hôn nhân này, Kim Sul-song (Kim Tuyết Tùng) (sinh năm 1974).[70]
- Tình nhân đầu tiên của Kim, Song Hye-rim, không chính thức được công nhận và sau nhiều năm ly thân bà được cho là đã mất tại Moskva trong Bệnh viện Trung tâm năm 2002. Họ có một con trai, Kim Jong-nam (Kim Chính Nam, sinh năm 1971) là con trai lớn nhất của Kim Jong-il.
- Vợ thứ hai của ông, Ko Young-hee (Cao Anh Cơ), đã giữ vai trò Đệ nhất Phu nhân cho tới khi qua đời - được thông báo vì ung thư - năm 2004. Họ có hai con trai, Kim Jong-chul (Kim Chính Triết) sinh năm 1981, và Kim Jong-un (Kim Chính Ân) cũng được gọi là "Jong Woon" hay "Jong Woong"), sinh năm 1983.[70]
- Từ khi Ko mất, Kim sống với Kim Ok, người tình thứ ba của ông, người là thư ký riêng của ông từ thập niên 1980.[71]

Giống như cha, Kim Jong-il mắc hội chứng sợ bay, và luôn sử dụng đoàn tàu hoả bọc thép riêng cho các cuộc viếng thăm tới Nga và Trung Quốc. BBC thông báo rằng Konstantin Pulikovsky, đặc phái viên của Nga đi cùng Kim xuyên nước Nga kể lại rằng Kim được cung cấp tôm hùm sống bằng máy bay hàng ngày để ông ăn bằng đũa bạc - từng được dùng trong Tử Cấm Thành tại Trung Quốc với niềm tin rằng chúng có thể phát hiện ra thuốc độc.
Kim được cho là thích môn bóng rổ. Cựu Ngoại trưởng Hoa Kỳ Madeleine Albright đã kết thúc cuộc gặp thượng đỉnh với Kim bằng cách tặng ông một quả bóng rổ có chữ ký của huyền thoại NBA Michael Jordan.
Trong tư cách một golfer, báo chí nhà nước CHDCND Triều Tiên nói rằng Kim thường xuyên đạt ba tới bốn cú một gậy mỗi lần chơi. Tiểu sử chính thức của ông cũng cho rằng Kim đã sáng tác sáu vở opera và thích các cuộc trình diễn âm nhạc. Kim cũng tự cho mình là một chuyên gia Internet.
Những người Triều Tiên vượt biên sang Hàn Quốc tuyên bố rằng Kim có 17 dinh thự và nơi cư ngụ khác nhau, gồm một khu resort gần Núi Paektu, một nhà nghỉ cạnh bờ biển ở thành phố Wonsan, và một phức hợp tư dinh gần Bình Nhưỡng được bao quanh bởi nhiều lớp hàng rào, lô cốt, và các khẩu đội phòng không.
Kim cũng được cho là một người hâm mộ phim ảnh, sở hữu bộ sưu tập hơn 20.000 băng video. Các thể loại phim ưa thích của ông gồm các tập phim của loạt Friday the 13th, Rambo, James Bond, Godzilla, phim hành động Hồng Kông, và bất kỳ bộ phim nào có sự xuất hiện của Elizabeth Taylor. Ông là tác giả cuốn sách Về nghệ thuật điện ảnh. Năm 2006 ông đã tham gia sản xuất bộ phim Nhật ký nữ sinh – thể hiện cuộc sống của một cô gái có cha mẹ là những nhà khoa học - được các bản tin Thông tấn xã Triều Tiên nói Kim "đã sửa chữa lời thoại và chỉ đạo công việc sản xuất".

### Bắt cóc
Năm 1978, theo lệnh của Kim Jong-il, đạo diễn phim người Hàn Quốc Shin Sang-ok và người vợ nghệ sĩ là Choi Eun-hee đã bị bắt cóc để xây dựng ngành công nghiệp điện ảnh Triều Tiên. Sau một lần cố trốn thoát, đạo diễn Shin đã bị giam vào tù và cho ăn cỏ. Mãi đến năm 1983 Shin mới được dẫn đến ăn tối cùng Kim và gặp lại vợ mình. Kim đã yêu cầu hai người tái kết hôn và ở lại Cộng hòa Dân chủ Nhân dân Triều Tiên để giúp ông làm phim ca ngợi xã hội chủ nghĩa. Trong vòng hai năm, hơn 20 bộ phim được sản xuất do Shin làm đạo diễn và Kim đóng vai trò nhà sản xuất. Kim Jong-il đã mua cho bà Choi vô số quần áo và mỹ phẩm phương Tây để lấy lòng bà, còn Shin được đi học những lớp cải tạo để quán triệt sự quang vinh của cuộc cách mạng Cộng hòa Dân chủ Nhân dân Triều Tiên và ưu việt của chế độ này. Năm 1986, nhân lúc đi dự liên hoan phim ở Viên, Áo, Shin và Choi lừa các bảo vệ và bỏ trốn sang Hoa Kỳ, họ mang theo những cuộn băng ghi âm các buổi nói chuyện với Kim để chứng minh rằng mình đã bị bắt cóc. Kim Jong-il đã phủ nhận chuyện đó, tuyên bố rằng vợ chồng Shin đã bị Hoa Kỳ bắt cóc, và mời họ trở về Cộng hòa Dân chủ Nhân dân Triều Tiên, nhưng bị hai người này từ chối.

## Trong văn hóa đại chúng
Kim Jong-il được thể hiện trong bộ phim Team America: World Police như "một kẻ hung ác muốn tiêu diệt thế giới". Trong phim, ông là người đã ném nhà thanh sát vũ khí Liên hiệp quốc Hans Blix cho những con cá mập ăn, tài trợ một nhóm khủng bố đánh bom Kênh đào Panama, và tìm cách ám sát các nhà lãnh đạo thế giới tại một cuộc hội họp ở Bình Nhưỡng. Bởi vì cuối phim ông bị giết, nên hóa ra nhân vật Kim Jong-il tưởng tượng thực tế là một con gián ngoài hành tinh rút lui về tàu vũ trụ của mình, hứa hẹn sẽ quay trở lại.
Diễn viên lồng tiếng Jim Ward thường thể hiện Kim Jong-il trong Stephanie Miller Show.
Bobby Lee thường đóng vai lãnh đạo Kim Jong-il trong MADtv.
Kim Jong-il thường là mục tiêu châm biếm và trào phúng tại một số quốc gia, đặc biệt là Hoa Kỳ. Nhà soạn kịch hài Jay Leno thường để một nhân vật hóa thân của ông xuất hiện trong vở kịch ngắn "Celebrity Jeopardy!" của chương trình The Tonight Show with Jay Leno, nhân vật này luôn có mối thù với một nhân vật mang đặc điểm của George W. Bush. Nhà biên kịch David Letterman gọi ông là "Lil Kim" hay "Ment-Ally Ill", còn nhà soạn kịch Stephen Colbert thường chế nhạo ông trong chương trình The Colbert Report. Tên của ông được đặt cho một loài hoa lai tạo, hoa Kim Jong-il.